# Gestern kam eine Ohnmacht …
Gestern kam eine Ohnmacht … ist ein 216 Wörter langes Prosastück von Franz Kafka, welches in einem Oktavheft, dem sogenannten Oxforder Oktavheft 2, niedergeschrieben worden ist und dessen Entstehungszeit dementsprechend wohl auf den Anfang des Jahres 1917 datiert werden kann. Der zu Kafkas Lebzeiten unveröffentlichte Text schließt sich in der Handschrift unmittelbar, auf einer neuen Seite, an einen Text an, den Kafka zur Veröffentlichung auswählte: Der neue Advokat, die erste Erzählung in seinem Erzählband Ein Landarzt.

## Inhalt
Ein Ich-Erzähler beschreibt den Besuch einer Ohnmacht bei ihm tags zuvor. Die als „grosse Dame mit lang fliessendem Kleid und breitem mit Federn geschmückten Hut“ beschriebene Ohnmacht, die im Nachbarhaus wohne, kommt abgehetzt und erschöpft bei dem Erzähler an, der offenbar in einem hohen Stockwerk wohnt, und beklagt sich über die wortkarge Aufnahme, während dem Erzähler die vielen Treppenstufen vor Augen stehen und er sich selbst als Spatz fühlt, der auf der Treppe seine Sprünge übt, während die Ohnmacht sein „weiches flockiges graues Gefieder“ zerzaust. Dann wendet er sich an die Frau, versichert ihr, dass es ihm leid tue, dass sie sich nach ihm verzehre, und dass sie sein Herz durchaus erobern könne. Diese abschließende wörtliche Rede ist in der Handschrift im Gegensatz zu den Worten, die die Ohnmacht an den Erzähler richtet, nicht mit Anführungszeichen markiert.

## Deutungsansätze
Die Möglichkeit, dass das Textstück Kafkas eigene Situation als Schriftsteller reflektiert – ein Ansatz, der für viele Kafkatexte möglich ist – wird von Annette Schütterle angedeutet und von Davide Giuriato in der zugehörigen Rezension ausgebaut: So kann in den Federn, die die Dame auf ihrem Hut trägt, sowie im Gefieder des vorgestellten Spatzes, durch das die Ohnmacht streicht (in dem Sinne, dass also „sein Schreiben […] von einer mächtigen Ohnmacht eingenommen wird“), eine Metonymie für das Schreiben gesehen werden. Außerdem weist Giuriato auf den Namen hin, mit dem die Ohnmacht den Erzähler anspricht: „Anton“, der im Schriftbild eine gewisse Ähnlichkeit mit dem Wort „Autor“ hat.

## Text und Ausgaben
- Franz Kafka: Erzählungen und andere ausgewählte Prosa. Herausgegeben von Roger Hermes. Fischer Taschenbuch Verlag, Frankfurt am Main 1996, ISBN 978-3-596-13270-6.
- Franz Kafka: Oxforder Oktavhefte 1 & 2. Historisch-Kritische Ausgabe sämtlicher Handschriften, Drucke und Typoskripte. Herausgegeben von Roland Reuß und Peter Staengle. Stroemfeld Verlag, Frankfurt am Main und Basel 2006, ISBN 3-87877-938-0.

Das Stück ist im Volltext verfügbar im Projekt Franz Kafka am Germanistischen Seminar der Rheinischen Friedrich-Wilhelms-Universität Bonn (Oktavheft B, ein Absatz, beginnend mit „Gestern kam eine Ohnmacht zu mir“).